# 1965–1966-os bajnokcsapatok Európa-kupája
A bajnokcsapatok Európa-kupája 11. szezonja. A kupát 1960 után ismét a spanyol Real Madrid csapata hódította el. A döntőt a belga Heysel stadionban rendezték 1966. május 11-én.

## Eredmények

### Selejtező
| 1. csapat         | Össz. | 2. csapat         | 1. mérk. | 2. mérk. |
| ----------------- | ----- | ----------------- | -------- | -------- |
| Feyenoord         | 2–6   | Real Madrid       | 2–1      | 0–5      |
| 17 Nëntori Tirana | 0–1   | Kilmarnock        | 0–0      | 0–1      |
| Fenerbahce        | 1–5   | Anderlecht        | 0–0      | 1–5      |
| Lyn               | 6–8   | Derry City        | 5–3      | 1–5      |
| Panathinaikósz    | 4–2   | Sliema Wanderers  | 4–1      | 0–1      |
| Keflavík          | 2–13  | Ferencváros       | 1–4      | 1–9      |
| Dinamo Bucureşti  | 7–2   | Boldklubben 1909  | 4–0      | 3–2      |
| HJK Helsinki      | 2–9   | Manchester United | 2–3      | 0–6      |
| Drumcondra        | 1–3   | Vorwärts Berlin   | 1–0      | 0–3      |
| Stade Dudelange   | 0–18  | Benfica           | 0–8      | 0–10     |
| Djurgården        | 2–7   | Levszki Szofija   | 2–1      | 0–6      |
| Lausanne Sports   | 0–4   | Sparta Praha      | 0–0      | 0–4      |
| LASK Linz         | 2–5   | Górnik Zabrze     | 1–3      | 1–2      |
| APÓEL             | 0–10  | Werder Bremen     | 0–5      | 0–5      |
| FK Partizan       | 4–2   | Nantes            | 2–0      | 2–2      |

### 1. forduló (Nyolcaddöntő)
| 1. csapat        | Össz. | 2. csapat         | 1. mérk. | 2. mérk. |
| ---------------- | ----- | ----------------- | -------- | -------- |
| Anderlecht       | 9–0   | Derry City        | 9–0      |          |
| Kilmarnock       | 3–7   | Real Madrid       | 2–2      | 1–5      |
| Dinamo Bucureşti | 2–3   | Internazionale    | 2–1      | 0–2      |
| Ferencváros      | 3–1   | Panathinaikósz    | 0–0      | 3–1      |
| Sparta Praha     | 3–1   | Górnik Zabrze     | 3–0      | 0–1      |
| FK Partizan      | 3–1   | Werder Bremen     | 3–0      | 0–1      |
| Vorwärts Berlin  | 1–5   | Manchester United | 0–2      | 1–3      |
| Levszki Szofija  | 4–5   | Benfica           | 2–2      | 2–3      |

### Negyeddöntő
| 1. csapat         | Össz. | 2. csapat   | 1. mérk. | 2. mérk. |
| ----------------- | ----- | ----------- | -------- | -------- |
| Anderlecht        | 3–4   | Real Madrid | 1–0      | 2–4      |
| Internazionale    | 5–1   | Ferencváros | 4–0      | 1–1      |
| Sparta Praha      | 4–6   | FK Partizan | 4–1      | 0–5      |
| Manchester United | 8–3   | Benfica     | 3–2      | 5–1      |

### Elődöntő
| 1. csapat   | Össz. | 2. csapat         | 1. mérk. | 2. mérk. |
| ----------- | ----- | ----------------- | -------- | -------- |
| Real Madrid | 2–1   | Internazionale    | 1–0      | 1–1      |
| FK Partizan | 2–1   | Manchester United | 2–0      | 0–1      |

### Döntő
| 1966. május 11. | Real Madrid          | 2–1   | FK Partizan | Heysel stadion (Brüsszel) Nézőszám: 46,745 v.: Kreitlein (NSZK) |
| 1966. május 11. | Amaro 70' Serena 76' | (0–0) | Vasović 55' | Heysel stadion (Brüsszel) Nézőszám: 46,745 v.: Kreitlein (NSZK) |

| Az 1965–66-os bajnokcsapatok Európa-kupájának győztese |
| Real Madrid 6. cím                                     |
| ← 1964–65 Internazionale                               |
| Celtic FC 1966–67 →                                    |